# Şalom
Şalom (în ebraică שָׁלוֹם = „pace”) este o publicație săptămânală evreiască din Turcia, cu sediul la Istanbul, care a apărut pentru prima oară la data de 29 octombrie 1947, fondatorul ei fiind Avram Leyon. Este redactată în turcă și posedă și o pagină în ladino. Începând din martie 2005 are și un supliment în limba ladino, „Al Almaneser” (în traducere, „Aurora”).
În anul 2005, ziarul avea un tiraj de aproximativ 5 000 de exemplare, majoritatea fiind difuzate pe baza de abonamente — câteva mii în Turcia și câteva sute în străinătate.